# Alfred Kiefer
Alfred Kiefer (* 9. Juli 1893 in Kaiserslautern; † 8. Februar 1977 in München) war ein deutscher Verwaltungsjurist.

## Leben
Kiefer schloss ein Studium der Rechtswissenschaften mit der Promotion ab. Von 1933 bis 1937 war er Finanzdezernent bei der Reichsbahndirektion München und von 1937 bis 1945 Haushaltsreferent für Reichspost und Reichsbahn im Reichsfinanzministerium.
Nach dem Zweiten Weltkrieg stand er im bayerischen Staatsdienst als Leiter der Verwaltung des Staatsvermögens und war zuletzt Ministerialdirektor im bayerischen Finanzministerium. Von 1952 bis 1958 war Kiefer Präsident der Bayerischen Verwaltung der staatlichen Gärten, Schlösser und Seen. Er ist auf dem Nymphenburger Friedhof beerdigt.

## Ehrungen
- 1958: Großes Verdienstkreuz der Bundesrepublik Deutschland
- 1962: Bayerischer Verdienstorden